# Беляков, Борис Иванович
Борис Иванович Беляков (1925—?) — советский фехтовальщик.

## Биография
Выступал за «Динамо» (Саратов). Мастер спорта СССР, судья всесоюзной категории.
Участвовал в летних Олимпийских играх 1952 года (в личном первенстве по фехтованию на саблях выбыл в четвертьфинале, в командном первенстве — в 1-м круге).
В том же году стал бронзовым призером чемпионата СССР, а в следующем году — серебряным.
Работал в Смоленском ГИФК, позже тренировал студентов в МГУ.
В 1963 году получил степень кандидата педагогических наук (тема диссертации — «Исследование точности двигательных реакций и методов их совершенствования у фехтовальщиков. На примере защит в фехтовании на саблях»).